# Luis Roberto Guzmán
Luis Roberto Guzmán (Portoriko, 9. travnja 1973.) portorikanski je glumac i pjevač, koji uglavnom glumi u telenovelama. 
Guzmán je kao mladić pokušao postati član benda zvanog Menudo. Godine 1999., preselio se u Meksiko. Glumio je u filmovima, ali je poznatiji po ulogama u telenovelama. Izjavio je da svoju ulogu Gervasija u seriji El Pantera smatra najvažnijom u cijeloj karijeri.

## Filmografija

### Filmovi
- Flores de la noche — Tommy
- Amores como todos los demás
- Ladies' Night — Roco
- Gente bien, atascada
- Divina confusión — Baco
- Amar a morir — Luis Ro
- Hilos y cables
- Sin ella — Gastón Sánchez
- La otra familia — Chema

### Televizija
- Siempre te amaré — Alfredo
- Amigas y rivales — Frank
- Sin pecado concebido — Álvaro Godoy
- Između ljubavi i mržnje — Gabriel[3]
- Zora — Diego
- El Pantera — Gervasio (Pantera)
- Infames — Porfirio Cisneros
- Lo que la vida me robó — José Luis Álvarez
- La viuda negra — Ángel Escurdero
- Ingobernable — Pete Vázquez